# Bréziers
Bréziers é uma comuna francesa na região administrativa da Provença-Alpes-Costa Azul, no departamento de Altos-Alpes. Estende-se por uma área de 30,35 km². Em 2010 a comuna tinha 237 habitantes (densidade: 7,8 hab./km²).